# Nauru nos Jogos Olímpicos de Verão de 2008
Nauru participou dos Jogos Olímpicos de Verão de 2008, em Pequim, China. O país estreou nos Jogos em 1996 e esta foi sua 4ª participação.

## Desempenho

### Halterofilismo
| Atleta        | Prova             | Arranque  | Arranque | Arremesso | Arremesso | Total | Pos. |
| Atleta        | Prova             | Resultado | Pos.     | Resultado | Pos.      | Total | Pos. |
| ------------- | ----------------- | --------- | -------- | --------- | --------- | ----- | ---- |
| Itte Detenamo | +105 kg masculino | 175       | 9        | 210       | 10        | 385   | 10   |